# Ольха красная
Ольха́ кра́сная (лат. Alnus rubra) — вид цветковых растений рода Ольха (Alnus) семейства Берёзовые (Betulaceae).
Введена в культуру с 1884 года. Красивое декоративное растение с крупными листьями.
В природе ареал вида охватывает Северную Америку.

## Ботаническое описание
Дерево высотой до 20 м. Кора светло-серая, почти гладкая. Побеги сначала опушённые, затем голые, тёмно-красные.
Почки на ножках, красные. Листья яйцевидные до продолговато-яйцевидных, длиной 7—12 см, остроконечные, с широко-клиновидным или усечённым основанием, мелколопастные и мелкозубчатые, сверху голые, серовато-зелёные, снизу голые или с коротким ржавым опушением; черешки и жилки красные или жёлтые. Край листа подвёрнут — признак, по которому этот вид можно отличить от близких ему видов, например, ольхи ромболистной, у которой он ровный.
Шишки по 6—8, яйцевидные или яйцевидно-продолговатые, длиной 1,5—2,5 см, на коротких оранжевых ножках или сидячие.
|                                                                  |  |  |  |
| Слева направо: Листья. Мужские серёжки. Женские серёжки. Семена. |  |  |  |

## Болезни и вредители

### Патогенные грибы
Сумчатый гриб Taphrina alni, встречающийся на нескольких видах ольхи, паразитирует и на ольхе красной. Он поражает женские серёжки, вызывая листовидные разрастания их чешуек.

## Классификация

### Таксономия
Вид Ольха красная входит в род Ольха (Alnus) подсемейства Берёзовые (Betuloideae) семейства Берёзовые (Betulaceae) порядка Букоцветные (Fagales).
|  |                                      |  |                                                             |                                                             |                     |  | ещё 7 семейств (согласно Системе APG II) | ещё 7 семейств (согласно Системе APG II)                   |                                                            |  |  |  | ещё 1—2 рода       | ещё 1—2 рода      |  |  |
|  |                                      |  |                                                             |                                                             |                     |  | ещё 7 семейств (согласно Системе APG II) | ещё 7 семейств (согласно Системе APG II)                   |                                                            |  |  |  | ещё 1—2 рода       | ещё 1—2 рода      |  |  |
|  |                                      |  |                                                             | порядок Букоцветные                                         |                     |  |                                          |                                                            | подсемейство Берёзовые                                     |  |  |  |                    | вид Ольха красная |  |  |
|  |                                      |  |                                                             | порядок Букоцветные                                         |                     |  |                                          |                                                            | подсемейство Берёзовые                                     |  |  |  |                    | вид Ольха красная |  |  |
|  | отдел Цветковые, или Покрытосеменные |  |                                                             |                                                             | семейство Берёзовые |  |                                          |                                                            | род Ольха                                                  |  |  |  |                    |                   |  |  |
|  | отдел Цветковые, или Покрытосеменные |  |                                                             |                                                             |                     |  |                                          |                                                            |                                                            |  |  |  |                    |                   |  |  |
|  |                                      |  | ещё 44 порядка цветковых растений (согласно Системе APG II) | ещё 44 порядка цветковых растений (согласно Системе APG II) |                     |  |                                          | ещё одно подсемейство, Лещиновые (согласно Системе APG II) | ещё одно подсемейство, Лещиновые (согласно Системе APG II) |  |  |  | ещё около 45 видов |                   |  |  |
|  |                                      |  |                                                             | ещё 44 порядка цветковых растений (согласно Системе APG II) |                     |  |                                          |                                                            | ещё одно подсемейство, Лещиновые (согласно Системе APG II) |  |  |  |                    |                   |  |  |